# F. W. Bond Co.
Die F. W. Bond Co. Ltd. war ein britischer Automobilhersteller in Brighouse (Yorkshire). Dort wurden von 1923 bis 1928 Mittelklassewagen mit Vier- und Sechszylindermotoren hergestellt.
Das erste Modell war der 20 hp, der 1923 erschien und von einem seitengesteuerten 3,2 l – Reihensechszylindermotor aus US-Produktion angetrieben wurde. Der Radstand des Wagens betrug 3.010 mm.
1924 wurde dieser erste Wagen mit Vier- und Sechszylindermotoren aus britischer Produktion (vermutlich von Meadows) ausgestattet. Der 14/40 hp hatte einen obengesteuerten Vierzylinder-Reihenmotor mit 2,1 l Hubraum, während der ansonsten baugleiche Six einen Sechszylinder-Reihenmotor mit 3,2 l Hubraum besaß.
1927 erschien dann der 12/50 hp, ein Sportwagen mit einem seitengesteuerten Meadows-Vierzylinder, der aus 1,5 l Hubraum eine Leistung von 52 bhp (38 kW) schöpfte. Sein Radstand war mit 2.667 mm deutlich kleiner als der seiner Vorgänger. Bis 1928 entstanden aber nur wenige Exemplare.
1928 schloss Bond seine Tore.

## Modelle
| Modell   | Bauzeitraum | Zylinder | Hubraum  | Radstand |
| -------- | ----------- | -------- | -------- | -------- |
| 20 hp    | 1923–1924   | 6 Reihe  | 3208 cm³ | 3010 mm  |
| 14/40 hp | 1925        | 4 Reihe  | 2121 cm³ | 3010 mm  |
| Six      | 1925        | 6 Reihe  | 3181 cm³ | 3010 mm  |
| 12/50 hp | 1927–1928   | 4 Reihe  | 1496 cm³ | 2667 mm  |